# Consejo Federal del Folklore de Argentina
El Consejo Federal del Folklore de Argentina (COFFAR) es un organismo creado para difundir y preservar el folklore en Argentina. Su sede se encuentra en la ciudad de Salta y es conducido por un director nacional que coordina con el resto de los directores y preside al consejo.

## Composición
El Órgano Ejecutivo del Consejo Federal del Folklore en Argentina estará a cargo de un Directorio, integrado por las personas elegidas a simple pluralidad de sufragios de entre los miembros del Directorio de cada Provincia.
Son miembros del Consejo Federal del Folklore en Argentina organizaciones (sean asociaciones de primer grado, federaciones, fundaciones e institutos) que tengan dentro de su objeto la difusión y el fortalecimiento de nuestro Patrimonio Cultural Inmaterial, Intangible y Folklórico y de la Cultura Popular, siempre que se encuentren con su personería jurídica al día y tengan domicilio legal constituido dentro de la República Argentina. 
integran el Consejo Federal del Folklore de Argentina las personas físicas cuyos antecedentes vinculados al enriquecimiento, defensa y difusión de nuestro Patrimonio Cultural Inmaterial, Intangible y Folklórico y de la Cultura Popular hayan sido aprobados por su Directorio Provincial, pudiendo ser investigadores, estudiosos, artistas, periodistas, como así también todos los hombres y mujeres que por su trayectoria cumplan con estos requisitos.